# ديمتري بيساريف
ديمتري إيفانوفيتش بيساريف (14 أكتوبر 1840 - 16 يوليو 1868) كان ناقدًا أدبيًا وفيلسوفًا روسيًا وكان شخصية مركزية في العدمية الروسية. يُشار إليه باعتباره رائدًا للفلسفة النيتشوية، ولتأثير دفاعه عن حركات التحرر والعلوم الطبيعية على التاريخ الروسي.